# الفقاعي (بني سويف)
قرية الفقاعى هي إحدى القرى التابعة لمركز ببا في محافظة بني سويف في جمهورية مصر العربية. حسب إحصاءات سنة 2006، بلغ إجمالي السكان في الفقاعى 6641 نسمة، منهم 3418 رجل و3223 امرأة.